# 埃蒙德·瑞克曼
埃蒙德·拉維爾·瑞克曼（1996年12月24日—）為美國男子籃球運動員。
瑞克曼來自伊利诺伊州科林斯維爾，就讀科林斯維爾高中，於2014年9月承諾2015年進入印第安納州立大學就讀。2019年9月18日，自大學畢業的瑞克曼加盟盧西塔尼亞，場均9分、6.3籃板、1助攻、0.7抄截、1.7阻攻。2020年10月16日，薩里熱宣布簽下瑞克曼，場均6.4分、4.7籃板、0.4助攻、0.6抄截、0.8阻攻。2021年6月23日，瑞克曼加盟上瓦特槍手，場均6.8分、3.9籃板、0.3助攻、0.2抄截、1.1阻攻。2022年7月1日，蒙特婁聯盟宣布與瑞克曼簽下2022賽季合約。2023年2月16日，B3聯賽立川骰子宣布與瑞克曼完成2022-23賽季合約。4月27日，立川骰子宣布與瑞克曼完成2023-24賽季延續合約。2024年4月11日，立川骰子宣布瑞克曼2023-24賽季合約將於4月30日到期。8月23日，台灣職業籃球大聯盟福爾摩沙夢想家宣布與瑞克曼簽下測試合約。9月20日，福爾摩沙夢想家宣布瑞克曼離隊。10月17日，瑞克曼加盟奧瓦倫斯。瑞克曼代表球隊出賽一場後就因傷而賽季報銷。

## 外部連結
- 埃蒙德·瑞克曼在fiba.basketball（英语）
- 埃蒙德·瑞克曼在Sports-Reference.com（NCAA）（英语）
- 埃蒙德·瑞克曼在Eurobasket.com（球員）（英语）
- 埃蒙德·瑞克曼在Proballers（英语）
- 埃蒙德·瑞克曼在RealGM（英语）
- 埃蒙德·瑞克曼在Flashscore（英语）